# Прибрежный (Вологодская область)
Прибрежный — упразднённый посёлок в Верховажском районе Вологодской области России.

## География
Находился в северной части области, в подзоне средней тайги, в пределах южной части Важско-Кулойской низины, на левом берегу реки Ваги.

### Климат
Климат характеризуется как умеренно континентальный. Среднегодовая температура воздуха — +1,8 °C. Абсолютный минимум температуры воздуха составляет −46 °C; абсолютный максимум — +37 °C. Безморозный период длится 110—115 дней. Среднегодовое количество атмосферных осадков составляет 637 мм. В течение года преобладают ветра юго-западного направления.

## История
По состоянию на 1 января 1973 года входил в состав Верховажского сельсовета.
Исключён из учётных данных в 1998 году в связи с вхождением в границы села Верховажье.